# Biała Kuta
Biała Kuta – jezioro w Polsce w województwie warmińsko-mazurskim, w powiecie węgorzewskim, w gminie Pozezdrze.

## Położenie
Jezioro leży na Pojezierzu Mazurskim, w mezoregionie Wielkich Jezior Mazurskich, w dorzeczu Sapina–Węgorapa–Pregoła. Znajduje się około 12 km w kierunku północno-wschodnim od Giżycka, 1 km na północny wschód od wsi Wilkus. Do jeziora wpada od wschodu ciek wodny o nazwie Dopływ z jez. Krzywa Kuta od strony jeziora Krzywa Kuta, który następnie wypływa na południu w kierunku jeziora Wilkus.
Dno jest grząskie. Brzegi porastają lasy m.in. olchy i brzozy.
Jezioro leży na terenie obwodu rybackiego jeziora Stręgiel w zlewni rzeki Węgorapa – nr 9, jego użytkownikiem jest Polski Związek Wędkarski. Znajduje się na terenie Obszaru Chronionego Krajobrazu Krainy Wielkich Jezior Mazurskich o łącznej powierzchni 85 527,0 ha.

## Morfometria
Według danych Instytutu Rybactwa Śródlądowego powierzchnia zwierciadła wody jeziora wynosi 21,3 ha. Średnia głębokość zbiornika wodnego to 1,4 m, a maksymalna – 3,2 m. Lustro wody znajduje się na wysokości 134,3 m n.p.m. Objętość jeziora wynosi 318,2 tys. m³. Maksymalna długość jeziora to 1200 m, a szerokość 380 m. Długość linii brzegowej wynosi 2700 m.
Inne dane uzyskano natomiast poprzez planimetrię jeziora na mapach w skali 1:50 000 według Państwowego Układu Współrzędnych 1965, zgodnie z poziomem odniesienia Kronsztadt. Otrzymana w ten sposób powierzchnia zbiornika wodnego to 17,5 ha, a wysokość bezwzględna lustra wody – 134,6 m n.p.m.

## Przyroda
Roślinność przybrzeżna to głównie trzcina. Wśród niezbyt obfitej roślinności zanurzonej występuje m.in. rdestnica.